# Нижньоаташево
Нижньоатя́шево (рос. Нижнеатяшево, башк. Түбәнге Аташ) — село у складі Дюртюлинського району Башкортостану, Росія. Входить до складу Семилітівської сільської ради.
Населення — 521 особа (2010; 465 у 2002).
Національний склад:
- башкири — 60 %
- татари — 37 %